# Буково (Пловдивська область)
Бу́ково (болг. Буково) — село в Пловдивській області Болгарії. Входить до складу общини Пирвомай.

## Населення
За даними перепису населення 2011 року у селі проживали 434 особи.
Національний склад населення села:
| Національність   | Кількість осіб | Відсоток |
| ---------------- | -------------- | -------- |
| турки            | 386            | 89,1%    |
| болгари          | 45             | 10,4%    |
| інша             | 0              | 0%       |
| Всього відповіли | 433            |          |

Розподіл населення за віком у 2011 році:
Динаміка населення: